# Szikszó
Szikszó é uma cidade da Hungria, situada no condado de Borsod-Abaúj-Zemplén. Tem 36,23 km² de área e sua população em 2019 foi estimada em 5.278 habitantes.